# Arte animal

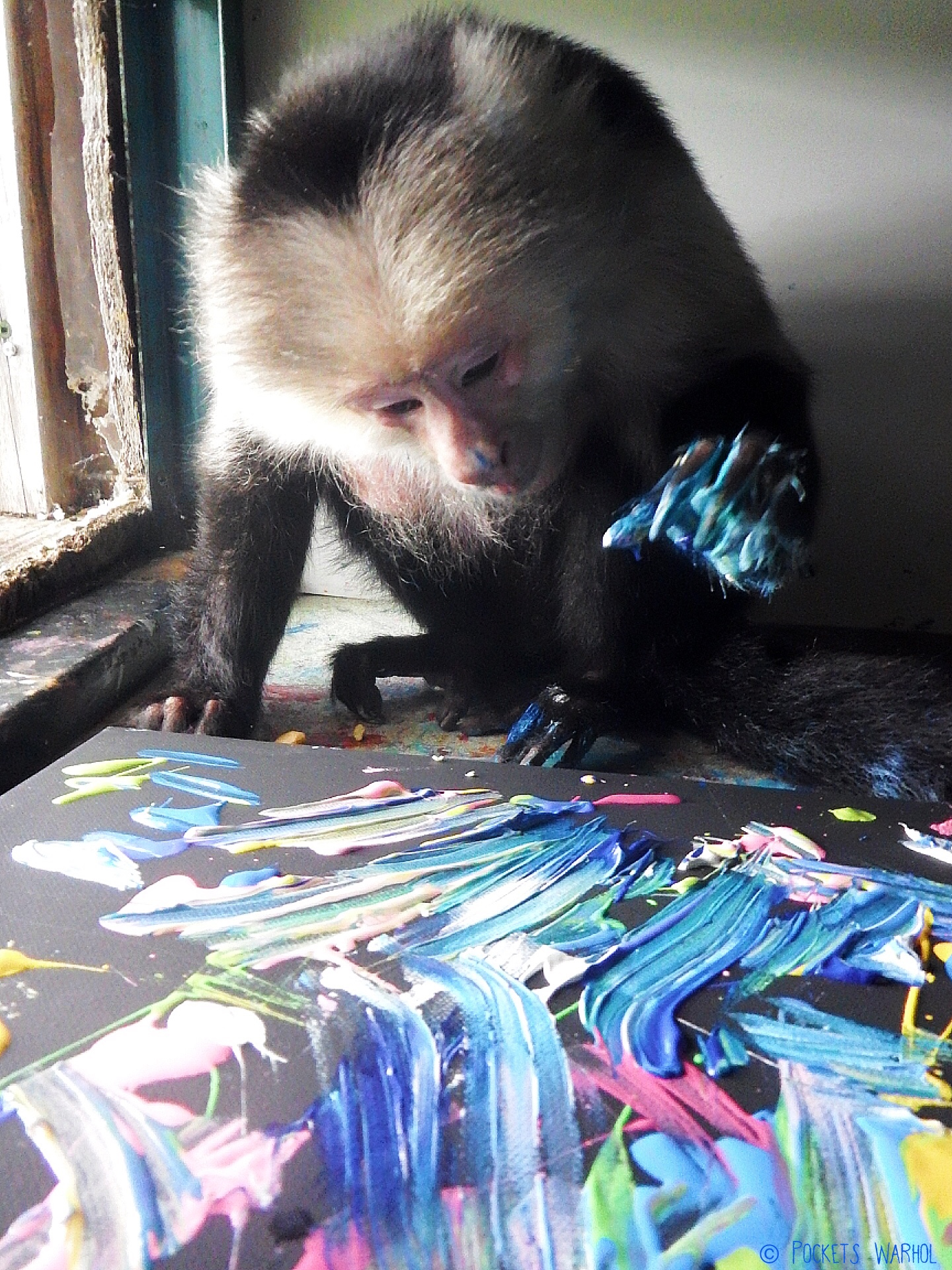
O macaco Pockets Warhol executando uma pintura

Arte animal é um trabalho de características plásticas ou, mais raramente, sonoras, criado por um animal, como macacos, elefantes, ratos, golfinhos, pássaros e outros, e qualificado como arte por seres humanos. Nas décadas recentes trabalhos criados por animais vêm se multiplicando e dando origem a um mercado internacional, mas seu reconhecimento como "arte" é limitado e muito controverso. O fenômeno tem implicações legais, éticas e morais ainda não bem equacionadas, dando margem à exploração e à prática de abusos contra os animais.

## História
Desde a Antiguidade uma série de pensadores admitiu que a criatividade dos animais antecedia a humana e que eles poderiam possuir um senso de beleza e forma e uma predisposição para a arte. Demócrito chegou a dizer que a humanidade aprendeu habilidades imitando o exemplo de animais, como o canto das aves e a tecelagem das aranhas, e Darwin é creditado como o fundador da estética evolutiva, postulando que os animais têm um senso de beleza e associando-o ao sucesso na competição sexual, mas a manipulação de materiais artísticos convencionais por animais, sempre assistidos por seres humanos, é um fenômeno recente no Ocidente. Na década de 1920 Nadia Kohts investigou a percepção de cores e formas entre os chimpanzés, notando o entusiasmo com que eles desenhavam com lápis e papel. Na década de 1940 Paul Schiller fez experiências com chimpanzés onde eles era induzidos a completar padronagens impressas em papel, e observou que os resultados mostravam simetria e uma habilidade de controle da composição. Foram os estudos de Desmond Morris com Congo, um chimpanzé pintor, que de fato inauguraram o debate.

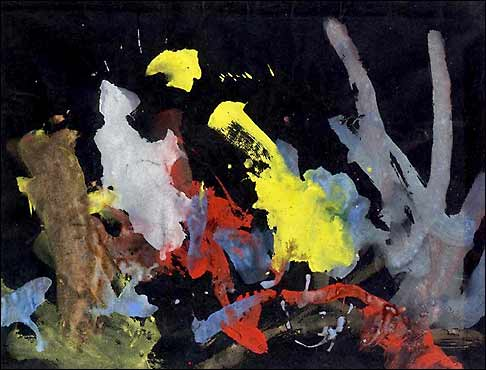
Pintura do chimpanzé Congo

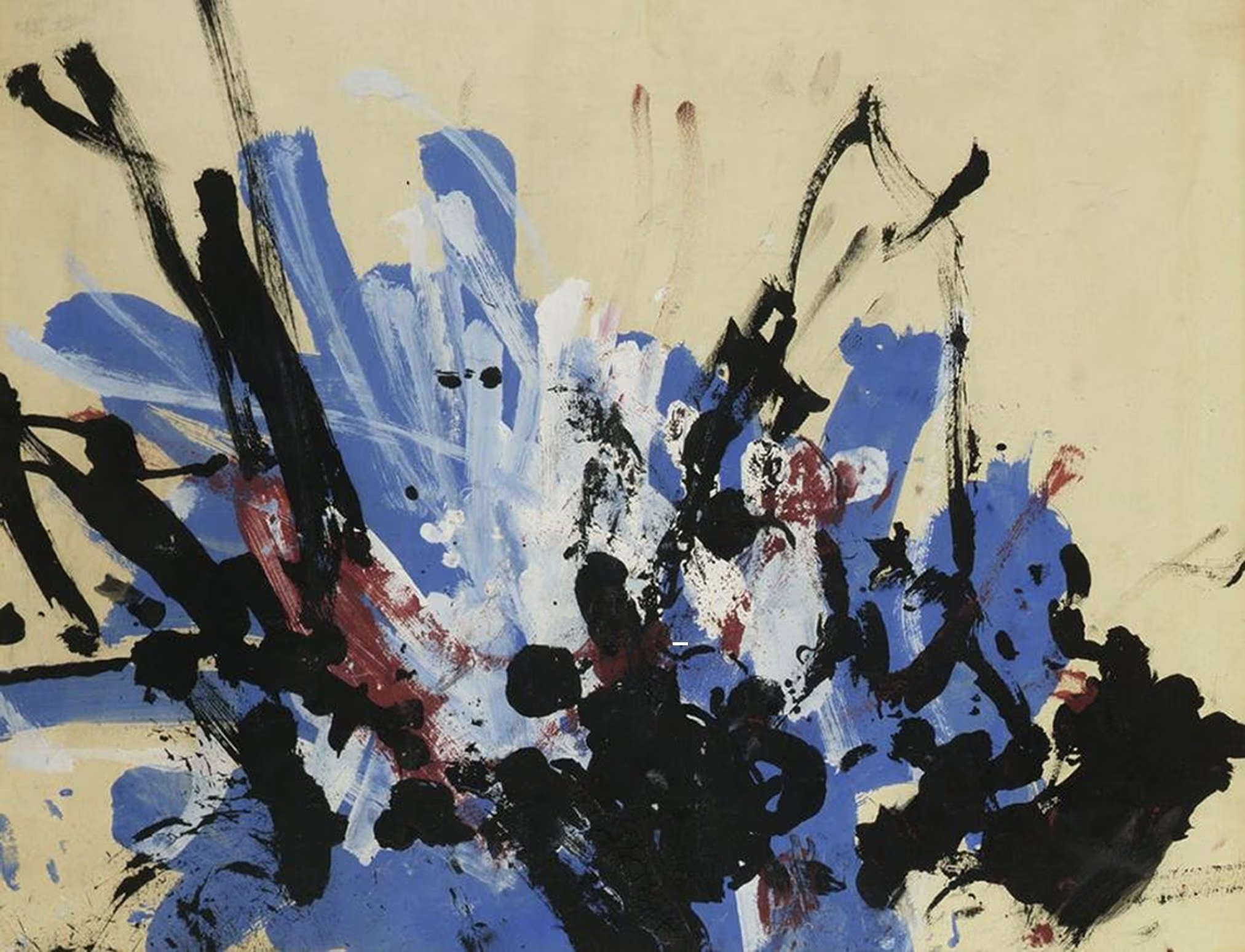
Pintura de Congo

Após a publicação do livro The Biology of Art (A biologia da arte, 1962), que sintetizou suas experiências, o tema recebeu larga divulgação e Congo se tornou uma celebridade, produzindo cerca de 400 obras. De acordo com Morris, os trabalhos exibiam um consistente padrão de linhas, simetria e seleção de cores, e concluiu dizendo que tanto como os seres humanos, os macacos também têm uma necessidade de se expressarem esteticamente. Ele alegou ainda que os grandes macacos poderiam, desde que treinados, criar obras que atenderiam importantes critérios da arte convencional, como o desfrute da atividade, senso de equilíbrio compositivo, controle técnico, variação caligráfica, variação temática e heterogeneidade interna ótima.
Na natureza nenhum tipo de macaco foi documentado com um comportamento artístico. Congo foi um caso extraordinário em todos os sentidos e sua excepcionalidade não teve paralelos em nenhum outro caso de animal pintor. Não recebia recompensas pela produção, mantinha um elevado grau de interesse pela atividade, ganhou notável segurança e desenvoltura técnica, manifestava claramente quando a obra estava terminada e recusava-se a continuar mesmo quando estimulado, manifestava grande desaprovação quando o trabalho era retirado antes de pronto, emitindo gritos e gestualizando agressivamente, e sua produção revela uma certa evolução estilística ao longo do tempo.
Na mesma época, Julian Huxley enviou uma comunicação para a revista Nature, onde descreveu a atividade de um gorila no zoológico de Londres que havia traçado no chão o contorno de sua própria sombra por pelo menos três vezes. Na ocasião Huxley especulou que isso poderia dar pistas para a origem da arte humana. Paralelamente, alguns artistas passaram a incorporar animais em performances, alegando que a participação animal aumentava a qualidade da apresentação, trazendo para o debate o conceito de arte como uma interação social que não necessariamente depende de uma criatividade especial e sim da simples relação entre dois ou mais agentes. Essa abertura contribuiu para um questionamento de alguns dos requisitos tradicionais para a criação artística. Na década de 1970 o ambientalista Jim Nollman fez músicas com a participação de perus e baleias. Na década de 1980 muitos zoológicos e instituições conservacionistas em dificuldades financeiras se engajaram em campanhas de transformação de seus animais em artistas para angariar fundos com a publicidade.

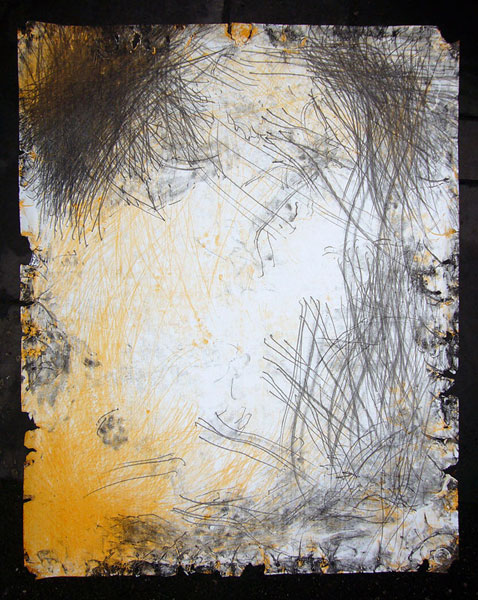
Desenho produzido pelo cão Tillamook Cheddar

Desde então o número de animais artistas aumentou consideravelmente. A despeito da muito fraca evidência científica disponível para sua sustentação conceitual e da ausência de um contexto histórico e cultural, a partir do século XXI a legitimação da arte feita por animais cresceu, e embora permaneça controversa, diversos estudos vêm reivindicando a formulação de uma estética não antropocêntrica, abrindo novas áreas para pesquisa, estreitando os laços entre a estética e a ciência e levantando novas questões sobre as funções da arte e sobre a experiência artística. Autores como Winfried Menninghaus e Wolfgang Welsch deram importantes contribuições para a estética evolutiva, ampliando muito os fundamentos deixados por Darwin. Algumas exposições desses trabalhos em museus e galerias respeitados de vários países igualmente desafiam concepções há muito arraigadas, advogando que pelo menos algumas espécies de animais possuem algum atributo interno passível de ser expresso como arte, e seriam dotadas de uma perspectiva particular do mundo que deveria ser levada em conta.
É um exemplo a exposição organizada em 2012 pelo Grant Museum of Zoology de Londres, com trabalhos de diversos animais de zoológicos dos Estados Unidos e Tailândia. A proposta foi incentivar os visitantes a fazerem a pergunta: "A arte animal é arte? Em outras palavras, os animais podem ser criativos?" Para Jack Ashby, administrador do museu, "se isso é realmente arte é a grande questão. Enquanto elefantes são treinados para pintar sempre a mesma coisa, a arte produzida por macacos é muito mais criativa e quase indistinguível da arte abstrata de humanos que usam técnicas semelhantes. A arte dos macacos é frequentemente comparada à de crianças de dois ou três anos". O curador Mike Tuck disse que "embora seja bastante claro que qualquer noção de arte por animais é uma noção essencialmente antropomórfica, ela começa a levantar questões muito interessantes sobre a natureza da arte humana". Porém, Stefan St-Laurent, curador de outra exposição, ocorrida em Ottawa em 2009, disse que "para mim é a mesma velha história. Acabamos de encontrar uma nova maneira de explorar os animais disfarçando como uma causa nobre", e acrescentou que o mercado internacional de arte animal girava na década de 2000 em torno dos cem milhões de dólares. Algumas peças chegaram a ser vendidas por cerca de 20 mil dólares cada.
Com as comemorações do 200º aniversário de nascimento de Charles Darwin em 2009 e o 150º aniversário da publicação da sua obra A Origem das Espécies, as exposições e publicações sobre arte animal começaram a se multiplicar rapidamente. Hoje obras de animais alimentam um mercado internacional em expansão.

## Conceituação
A produção de arte há muitos séculos é considerada um atributo exclusivamente humano, pois alegadamente apenas humanos teriam as capacidades cognitivas e habilidades motoras necessárias para criar um trabalho legitimamente artístico. A arte tem sido vista, entre outras coisas, como uma expressão de criatividade, crenças e ideologias, beleza, inteligência, individualidade, conhecimento, habilidade técnica, imaginação, pensamento abstrato e/ou simbólico, e mesmo de qualidades espirituais, e seu produto como veículo de significados estéticos, políticos, religiosos, sociais ou culturais, criado deliberadamente com o propósito de desfrute, estudo, questionamento, inspiração ou educação. Tradicionalmente a estética coloca os animais na natureza e não na cultura, e ao longo da história da arte esta atividade vem sendo consistentemente vista como uma evidência da excepcionalidade da espécie humana.
Muitos animais exibem inteligência e alguma forma de criatividade, e alguns são capazes de construir estruturas às vezes extremamente elaboradas e decoradas, mas não são reconhecidos como portadores de muitas das capacidades necessárias para a criação artística como ela é tradicionalmente entendida, com uma intenção definida, uma função conscientemente estética e reflexiva, um amparo teórico e uma inserção em um contexto histórico e cultural. Os trabalhos não são produzidos deliberadamente pelos animais e são os humanos que os qualificam como arte. A posse de senso estético foi postulada para alguns animais, como aves canoras e elefantes, mas as pesquisas são poucas e não há nenhum resultado seguro. A consciência animal permanece sendo intensamente estudada mas não há um consenso sobre sua existência para além de níveis básicos como percepção do e resposta ao ambiente, e sobre sua autoconsciência as evidências disponíveis até agora são extremamente pobres e controversas, limitadas a umas poucas espécies candidatas. Ademais, o próprio conceito de consciência é muito disputado, complicando as análises, e são grandes as dificuldades de testá-la objetivamente em animais.
Contudo, contribuições nas áreas da etologia, cognição, psicologia, filosofia, biologia evolutiva, possibilitaram a teorização de que, assim como a humanidade evoluiu a partir de animais, a criatividade humana, tomada em um sentido lato, pode ser considerada uma ramificação da criatividade animal. Além disso, estudos sugerem que algumas formas de criatividade são mais dependentes de estruturas cerebrais primitivas, presentes em muitas espécies, do que de estruturas avançadas típicas do homem. Desta maneira, o compartilhamento de uma origem e algumas características em comum serviria como um argumento contra a ideia de haver uma diferença fundamental entre a criatividade humana e a animal. Por outro lado, estudos sugerem que a criatividade especificamente artística está associada a estruturas e funções cerebrais que controlam o conhecimento associativo e sistemas conceptuais semânticos que estão presentes exclusivamente nos humanos.
Embora seja importante, a criatividade não é o único componente da arte, e mesmo neste campo, o fato de uma ampla variedade de animais serem criativos em determinados níveis, como por exemplo, na habilidade de descobrir novas fontes de alimento em uma região onde os recursos são escassos, na habilidade de decorar ninhos, não implica automaticamente que eles possuam outras capacidades necessárias para transformar uma criatividade genérica e adaptativa em criatividade propriamente artística, cuja existência em animais, pelo menos na natureza, permanece conjetural e carente de uma teorização consistente, gerando muitos questionamentos sobre a validade da hipótese. A interpretação do comportamento animal e seu emparelhamento com qualidades cognitivas superiores tipicamente são crivados de grandes problemas conceituais e metodológicos ainda não resolvidos, e a maioria dos especialistas em estética evolutiva considera as construções dos animais, seus cantos, suas exibições de acasalamento, como expressões comportamentais cujo objetivo primário não é a beleza em si, e sim a adaptação, permitindo-lhes sobreviver e procriar, mas a pesquisa neste campo ainda está em seus inícios. A estética humana se distinguiria da suposta estética animal porque a beleza em parte se desvinculou de seu caráter utilitário para adquirir um valor próprio e autônomo, expandindo-se muito para além das suas vantagens adaptativas.
Experiências com macacos (fora o caso de Congo) não revelam que eles tenham um sentido de propósito, planejamento, direção ou meta na criação dos trabalhos, não há um desenvolvimento estilístico, não sabem quando parar, não manifestam qualquer interesse pelo trabalho depois de pronto, o suposto prazer que eles experimentam durante a pintura parece ser antes derivado do movimento corporal e não do resultado estético da obra, não há nenhuma base científica para afirmar que eles atribuem significado ou refletem a respeito de arte, e não há nenhuma documentação de atividades similares em macacos na natureza.

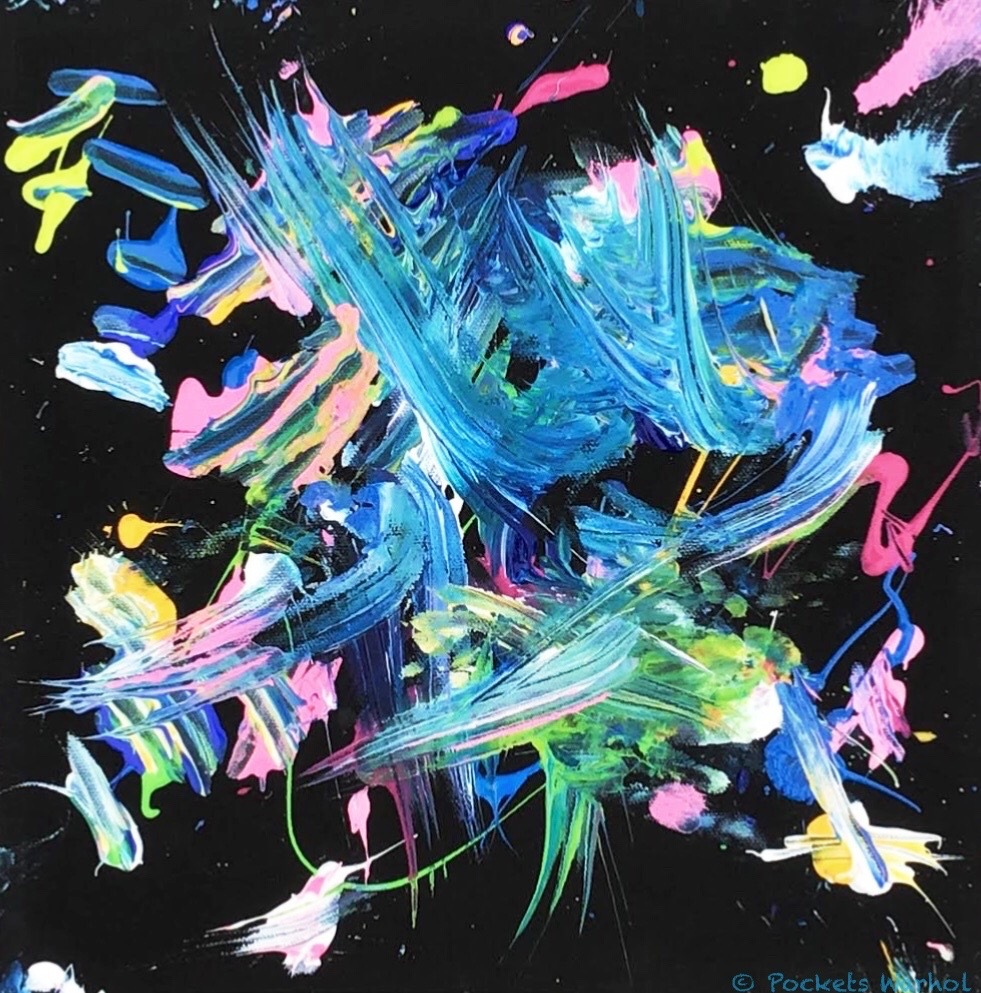
Pintura do macaco Pockets Warhol

Um teste realizado por pesquisadores do Boston College para descobrir se pessoas sem nenhum preparo artístico poderiam distinguir entre trabalhos abstratos de artistas, crianças e animais sem identificação, mostrou que 65% das escolhas apontavam o trabalho de artistas como melhores que as outras opções. Quando a identificação era dada, 79% das escolhas recaíam no trabalho de artistas como melhores. Outro teste mostrou que as pessoas passavam mais tempo observando os trabalhos de artistas do que o de crianças e animais. Ellen Winner, professora de psicologia e diretora dos testes, disse que "as pessoas sem preparo em arte veem mais no expressionismo abstrato do que elas pensam que veem. Os traços deixados por um artista diferem dos deixados por crianças e animais: somos capazes de ver a mente que está por trás da arte".
Apesar de todas essas restrições e ressalvas, novas formas de arte colaborativa, a valoração de expressões do inconsciente, a expansão do conceito de arte, a popularização da pintura abstrata, e uma renovada atenção aos processos de criação e não somente aos resultados, abalaram noções sobre individualidade criativa, produto acabado, utilidade, e também o primado da razão e da volição no domínio artístico, favorecendo uma maior apreciação da arte animal. Outros fatores extra-artísticos foram relevantes no sentido de elevar o status dos animais em relação aos seres humanos e criar uma nova sensibilidade em torno deles. A atribuição de qualidades de beleza às estruturas construídas por animais, assim como aos seus sons, comportamentos e rituais de acasalamento; o entendimento de que algumas espécies de animais constroem coletivamente formas de cultura, e o fortalecimento do movimento ecológico e do movimento pelos direitos dos animais, levaram a uma nova percepção dos animais como "diferentes mas iguais" e lançaram as bases para uma aceitação incipiente de uma "estética animal".
Embora seja admitido que diversas classes de animais possuem criatividade e estruturas neuronais que em tese lhes possibilitariam articular alguma forma de pensamento, e que é possível que tenham alguma noção de beleza, a controvérsia continua grande e ainda está para ser provado conclusivamente que eles possuem um senso estético definido e cultura artística ou capacidade de pensamento complexo. Há muitos argumentos, baseados em observações e experimentos, para alegar que esses domínios estão fora de seu alcance. Novas conclusões, no entanto, podem ser formadas com o progresso das pesquisas.
Por ora, a legitimação da arte animal é decorrência de um contexto externo aos animais, como produto de interesse comercial, do apelo ao que é novo, raro ou surpreendente, do alargamento do conceito de arte, ou do desejo de chamar a atenção para causas ecológicas. Na contemporaneidade o conceito de arte se tornou tão abrangente que praticamente tudo pode ser aceito como arte desde que o sistema de arte e o mercado o declarem como tal. Muitos artistas humanos contemporâneos também usam animais como colaboradores involuntários em seus trabalhos, o que tem borrado ainda mais os limites entre os domínios humano e animal e levado à criação da categoria "arte entre espécies".

## Método de produção

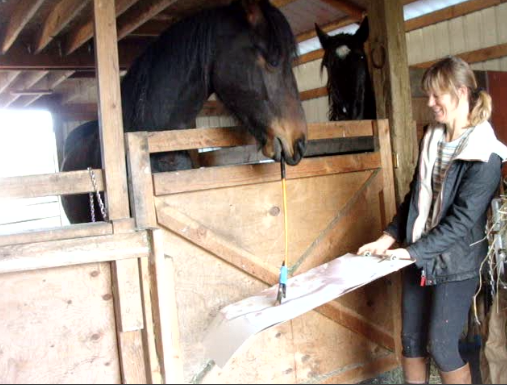
O cavalo Archer sendo ajudado pela sua treinadora na produção de uma pintura

A arte animal é sempre o produto de uma colaboração entre o animal e seu tratador ou dono. O colaborador humano arranja os materiais e providencia estímulo e um ambiente propício. Alguns animais recebem um treinamento para manipular lápis, pincéis e tintas. Outras vezes tintas são colocadas sobre um papel ou tela e o animal espalha o pigmento com seu corpo ou membros. Partes do seu corpo podem ser embebidas em tinta e depois ele é estimulado a marcar o suporte. Geralmente o ser humano intervém acrescentando mais tintas, manipulando o suporte ou induzindo os movimentos do animal em direções desejadas para a criação de efeitos visuais diferenciados. Alguns animais com longa prática podem realizar todo o processo sem ajuda depois de serem providos com os materiais necessários. Os trabalhos podem ser elaborados em uma ou mais sessões de atividade.
99% da arte animal é abstrata, mas alguns elefantes foram treinados para produzir desenhos e pinturas com figuras simples. Alguns elefantes também foram ensinados a produzir "música" com xilofones e tambores.

## Apreciações
Além da forte tradição antropocêntrica na conceituação artística, os problemas para a aceitação da arte animal se complicam na medida em que os animais sempre dependem de alguma maneira de humanos para produzir seus trabalhos, seja providenciando os materiais, seja através de incentivo ou treinamento específico. Para muitos críticos, a arte animal não passa do resultado de um treinamento direcionado e se resume ao registro mecânico de atividade motora sem qualquer associação com consciência, sensibilidade, intenção ou ideação propriamente artística, e se ela algumas vezes parece o trabalho de artistas humanos, é por mera casualidade. Para um desses críticos, Denis Dutton, autor do clássico The Art Instinct (O instinto artístico, 2011), chamar a arte animal "de arte ou proto-arte é uma subestimação e uma falta de compreensão do que é a arte humana". Thierry Lenain, historiador, disse que a arte animal é uma "invenção humana", e embora trabalhos de animais e humanos possam ser aparentemente quase idênticos, "nunca foram nem poderiam ser a mesma coisa".
Também é observado que os animais artistas geralmente são privados de liberdade, são transformados em artistas de forma involuntária, podem receber treinamentos duros e maus tratos a fim de atender às expectativas de seus donos, muito raramente são eles quem decide se a obra está terminada, nunca são eles quem decide se o produto é suficiente ou apto para comércio ou exibição, e seus trabalhos acabam sempre se inserindo no sistema e mercado de arte humanos e servindo a propósitos humanos, revelando muito mais sobre as concepções e interesses humanos do que sobre a vida interior dos animais, para os quais a arte não faria nenhum sentido e não teria nenhum propósito, a não ser, talvez, o aspecto lúdico do processo. Alguns animais, com efeito, parecem apreciar a atividade.

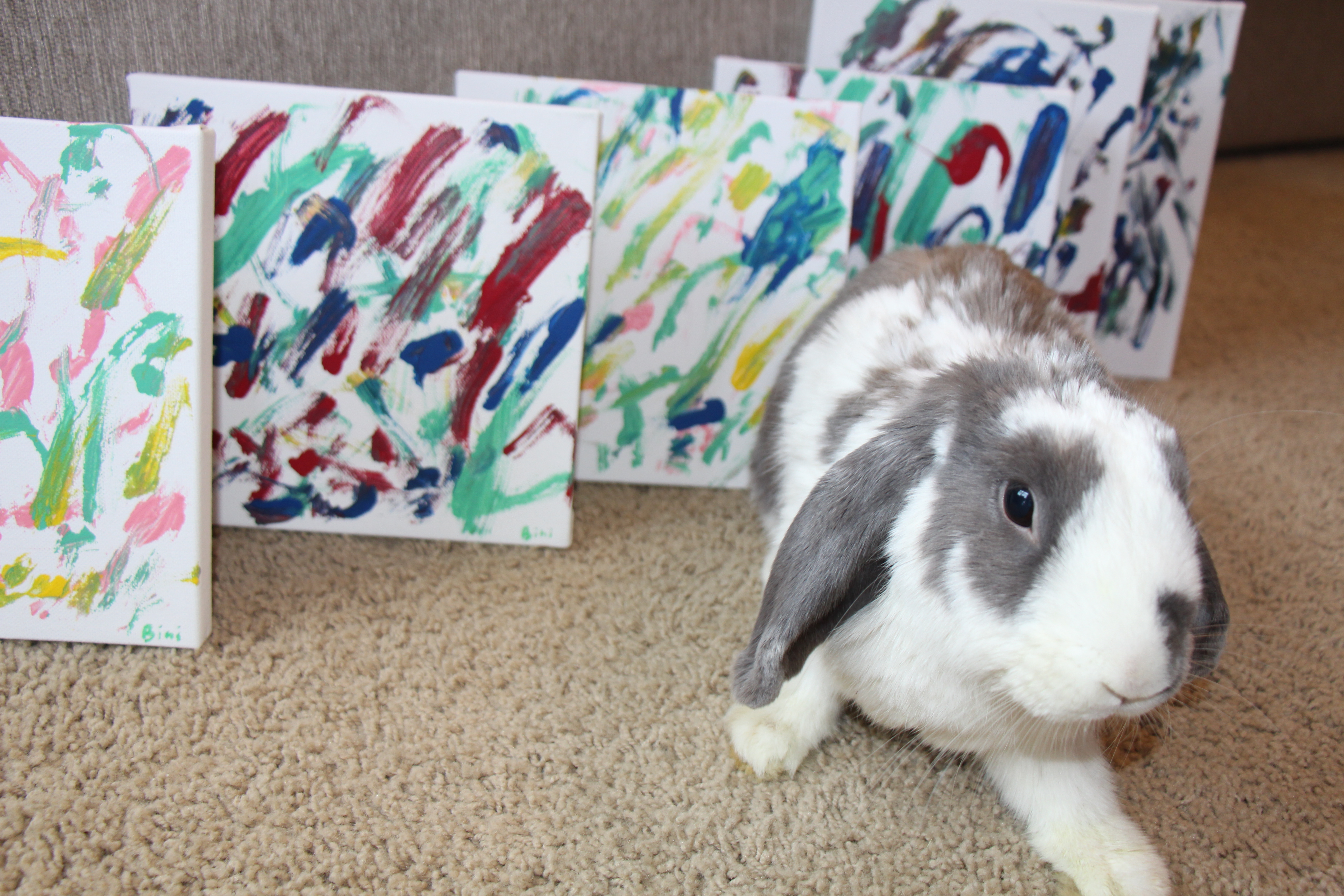
Pinturas do coelho Bini

Como os animais nunca iniciam a produção sem estímulo ou coação externa, algum grau de abuso ou exploração do animal sempre está presente. Há relatos de que muitos animais foram obrigados a praticar muitas horas por dia. Atualmente existem verdadeiras "academias" de elefantes na Tailândia e Indonésia, que produzem em escala industrial dezenas de milhares de obras por ano. A mais antiga, o Campo de Elefantes Maesa da Tailândia, opera desde 2000. Segundo informações do Campo, os elefantes são treinados gentilmente e aprendem em pouco tempo, mas isso foi contestado pela ONG ambientalista BornFree, alegando que os animais sofrem meses de abuso, incluindo privação de alimento e punições físicas, até aprenderem a pintar. Sessões de pintura foram documentadas pelo naturalista Desmond Morris, quando ficou evidenciado que o treinador exercia um controle total sobre o animal direcionando toda a produção da obra através de puxões da orelha.
Há uma série de aspectos éticos, morais e legais envolvidos na criação, exibição e comercialização de arte por animais, que ainda não foram bem estudados, envolvendo direitos dos animais, formas de tratamento, possibilidade de abuso e sofrimento, políticas públicas, direitos autorais e outros. Para Randy Malamud, a transformação de animais em artistas é apenas uma outra maneira que os seres humanos encontraram de explorá-los e vilipendiá-los, negando-lhes até sua condição de animais e prejudicando a compreensão da sua verdadeira natureza, e buscar justificativas para incentivar tal arte é apenas uma forma dissimulada de procurar redenção para o tratamento bárbaro que a humanidade vem dispensando aos animais em geral. Muitos artistas que usam animais em seus trabalhos têm expresso sua preocupação de que muitas vezes mesmo suas melhores intenções não são suficientes para impedir um tratamento dos animais como simples ferramenta.
Por outro lado, para Jerzy Luty e Micaela Latini, a questão básica da estética contemporânea é saber se "arte" pode ser redefinida de modo que o conceito abandone a primazia absoluta do padrão humano e possa absorver o trabalho de animais. Essa abertura exigiria que muitas crenças, categorias estéticas e sistemas de valores fossem abandonados. Na visão de vários autores, segundo Anna Małecka, "entre as áreas da atividade intelectual humana a arte tem a mais longa e avançada tradição de transgressão das barreiras estabelecidas pelo antropocentrismo filosófico, científico e religioso". Para Kim Hendrickx, toda a questão de decidir se o que os animais fazem é realmente arte está mal direcionada, e uma vez que eles sempre precisam de ajuda para produzir, a investigação deveria se voltar para a pesquisa de como a relação entre homem e animal pode desenvolver novas facetas, e como isso pode resultar em transformação para ambas as partes, assinalando que quando os animais são tratados como seres inteligentes, as pesquisas produzem resultados diferentes de quando eles não são tratados desta forma.

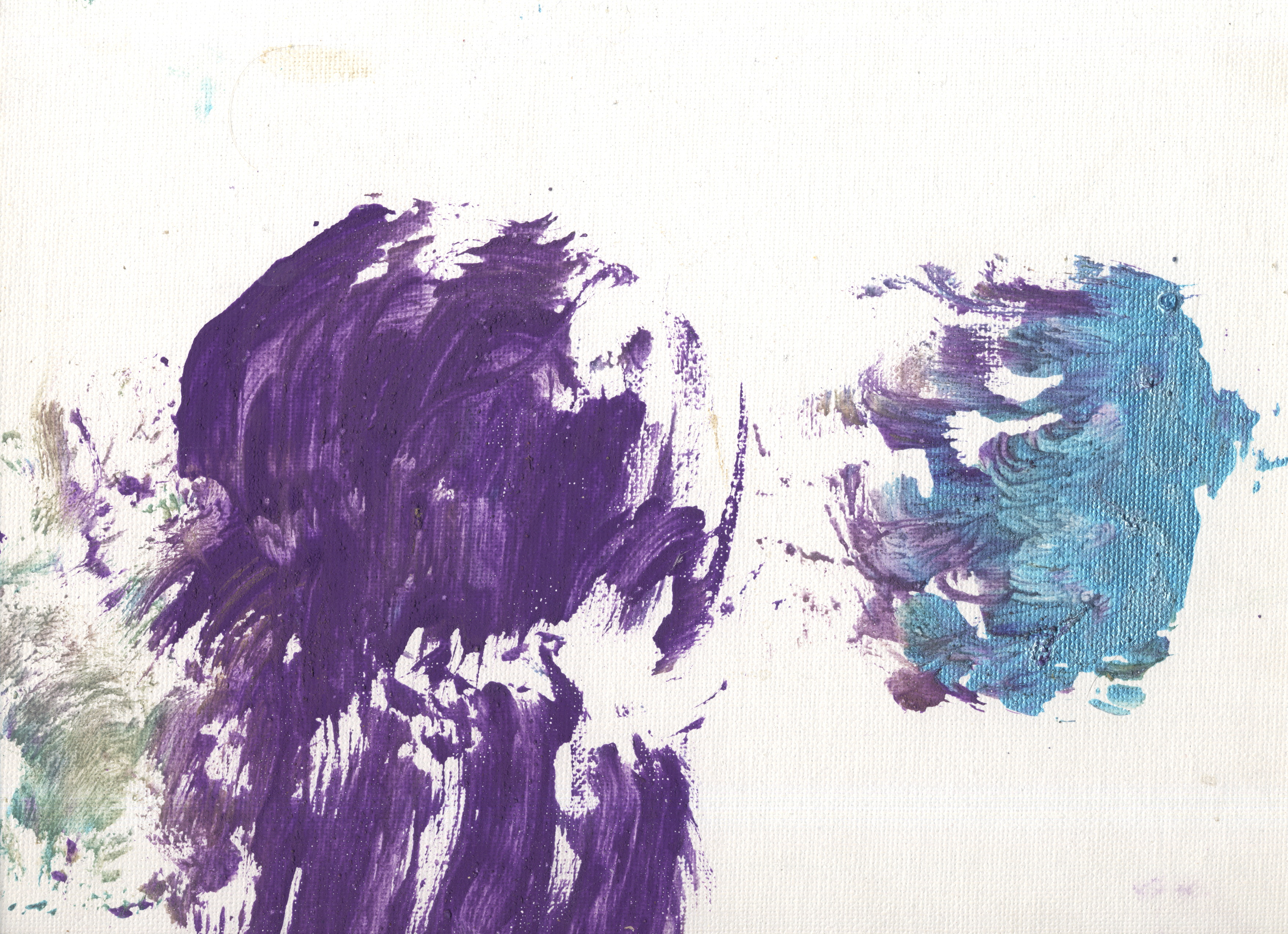
Pintura do puma Kissu, do America's Teaching Zoo

Para os animais mantidos em zoológicos, geralmente a prática artística é concebida como uma forma de prover alívio ao estresse do confinamento e mantê-los ativos e felizes. Há pouca informação sobre os eventuais benefícios que a produção de arte poderia ter sobre os animais, mas uma pesquisa com elefantes artistas do zoológico de Melbourne concluiu:
"A pintura de elefantes em zoológicos é comumente considerada uma forma de enriquecimento, mas essa suposição não tem base em nenhuma pesquisa sistemática. Se a atividade é enriquecedora, esperaríamos que os comportamentos relacionados ao estresse fossem reduzidos, mas não encontramos evidências de que os elefantes antecipassem a atividade de pintura e nenhum efeito no desempenho de comportamentos estereotipados ou outros relacionados ao estresse nem antes ou depois da sessão de pintura. Isso indica que a atividade não cumpre um dos principais objetivos de enriquecimento. [...] À parte o apoio positivo do tratador, os resultados indicaram que os elefantes ganham pouco enriquecimento com a atividade de pintar. [...] Nossos resultados sugerem que a atividade de pintura não melhora o bem-estar dos elefantes e que seu principal benefício é o apelo estético dessas pinturas para o público e sua subsequente venda, da qual uma percentagem pode ser doada para para a conservação da espécie".
Uma apreciação da arte animal, como apontou Jessica Ullrich, pode levar ao reconhecimento de que as interações entre humanos e animais têm de fato um potencial estético, ao reconhecimento em larga escala de um fundamento ético para essas interações, e com isso potencialmente melhorar o tratamento que os animais em geral recebem dos humanos, assim como pode produzir uma ferramenta para questionar a húbris da superioridade humana. Para Jane Desmond, outros atrativos para os consumidores da arte animal são a possibilidade de estabelecer um contato de certa maneira próximo com animais que de outra forma não seria possível, e pode ser uma forma de contribuir para projetos de conservação ambiental, uma vez que a produção de diversos animais artistas é voltada para o financiamento de causas ecológicas.

## Direitos autorais

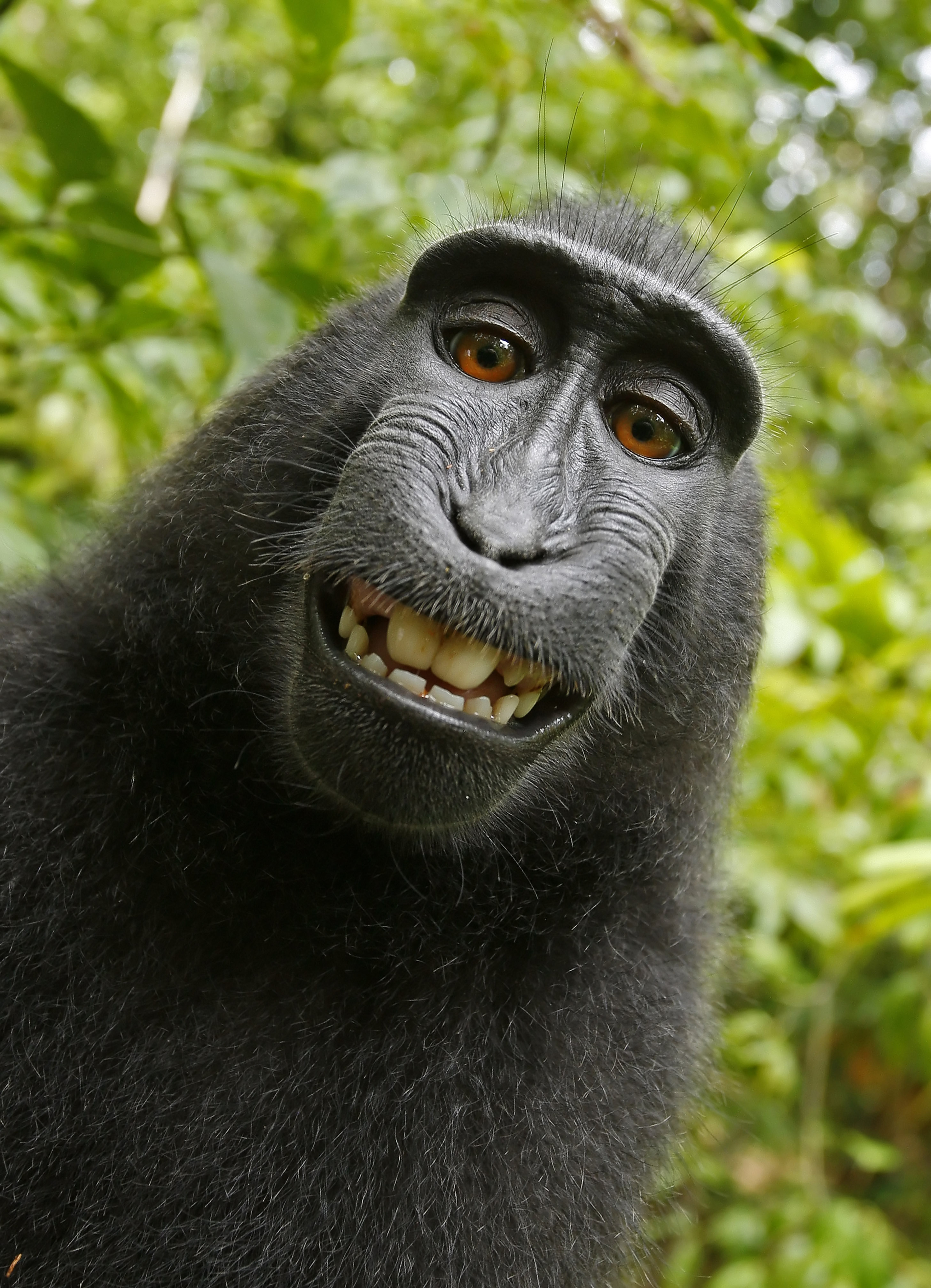
Selfie da macaca tirada com a câmera de David Slater

Em 2011, o fotógrafo de natureza David Slater foi à Indonésia tirar fotografias da animais da espécie Macaca nigra. Durante os preparativos, uma macaca fugiu com sua câmera e tirou várias fotografias. A maioria das imagens eram inutilizáveis, embora algumas fossem fotografias claras da macaca, que Slater posteriormente distribuiu como "selfie da macaca". Slater encaminhou as imagens para a Caters News Agency, sob a presunção de que ele era o autor, argumentando que o trabalho era dele, tendo sido ele quem teve a ideia de deixar a macaca brincar com a câmera. "Eu sabia que os macacos eram muito propensos a fazer isso e eu previ isso. Eu sabia que havia uma chance de uma foto ser tirada pelos macacos". As fotos acabaram na imprensa e ganharam ampla divulgação. A reivindicação de direitos autorais por parte de Slater foi questionada pelo blog Techdirt, que argumentou que a imagem estava no domínio público porque juridicamente o macaco não podia ser titular de um direito de autor. Slater não conseguiu assegurar os direitos na qualidade de autor das fotos porque não esteve envolvido na sua criação.
As imagens foram carregadas também no website Wikimedia Commons, que só aceita material licenciado sob uma licença de conteúdo livre, e porque as fotos foram feitas por um animal caíam em domínio público. Slater entrou com uma ação na justiça alegando que as fotos seriam dele e emitiu um pedido para as fotos serem removidas, citando a falta de permissão. A Fundação Wikimedia se recusou a retirar as fotos. Mike Masnick publicou no blog Techdirt que era um absurdo Slater solicitar a remoção das imagens, considerando o fair use da lei de direitos autorais dos Estados Unidos, acreditando que independentemente da questão de quem a fez ele não possui os direitos.
O autor de uma obra artística é tecnicamente o dono do trabalho realizado. Os analistas de propriedade intelectual Mary M. Luria e Charles Swan argumentaram que nem o ser humano que fornece o equipamento utilizado para criar a obra, nem o ser humano que é dono do animal (quando aplicável), pode reivindicar os direitos autorais do trabalho do animal, porque não é uma criação intelectual humana, e porque direitos de autor só podem ser obtidos por pessoas.